# Enghaveparken (København)
Enghaveparken er en park i København anlagt i årene op til indvielsen i 1929 på et område hvor "Haveforeningen Enghaven" havde ligget siden dens oprettelse 1895-1907. Haveforeningen strakte sig helt ud til Vesterfælledvej og hen til Folkets Hus, da Lyrskovgade endnu ikke eksisterede på dette tidspunkt. Kolonihaverne var omgivet af plankeværker og havde ca. 160 parceller på 120 m2. De blev nedlagt i 1927.
Fra 1927-1928 blev karréen Ejderstedgade–Ny Carlsberg Vej–Vesterfælledvej bygget. Samtidig begyndte man at bygge Kulturhuset Lyrskovgade 2-6, med bad, bibliotek og børnebibliotek, som stod færdig i 1930. Resten af Lyrskovgade blev anlagt i slutningen af 1930'erne. Byggeriet af Lyrskovgade 8-38 og Vesterfælledvej 21-17 blev først anlagt i 1946 og er nu én stor andelsboligforening.
Enghaveparken blev anlagt af stadsarkitekt Poul Holsøe og hans nærmeste medarbejder, den nyuddannede Arne Jacobsen fra 1928-29 og blev indviet 26. april 1929. Muslingeskallen ved scenen mod vest blev anlagt i 1931. Figurrelieffen i muslingeskallen med Apollon og de ni muser fra den græske mytologi er skabt af billedhuggeren Aage Nielsen-Edwin (1898-1985).
Skybrudssikring og klimatilpasning
Parken var lukket for offentligheden i en periode 2017-19 for at blive omdannet til et led i Københavns skybrudssikring og klimatilpasning. Den genåbnede i december 2019.
| - 'Muslingeskallen' og 'Venus med æblet' - Arne Jacobsens "Muslingeskallen" fra 1931 ved sceneområdet - Kai Nielsens skulptur fra 1920 "Venus med æblet" |

| - Billeder fra området ved Enghaveparken - Området med kolonihaverne hvor Enghaveparken kom til at ligge - Lyrskovgade nord for parken med bibliotek, kulturhus og 'Værested' (tidligere folkekøkken) - Cykelskulptur, 2016 |

## Områdekort
| - Området omkring Engaveparken |  | Bygninger - Kristkirken - Skoler: Vesterbro Ny Skole Tove Ditlevsens Skole Gader - Ny Carlsberg Vej - Enghavevej - Vesterfælledvej - Rejsbygade med Vega (tidligere Folkets Hus) - Lyrskovgade med Vesterbro Bibliotek og Kulturhus Pladser - Enghave Plads Skulpturer - "Venus med æblet" fra 1929 foran hovedindgangen af Kai Nielsen - "Ungdom" af Einar Utzon-Frank opstillet 1952 i rosenhaven |